# 붉은 웃음
《붉은 웃음》(러시아어: Красный смех)는 레오니트 안드레예프의 소설이다.

## 작품 소개
러시아의 소설가 안드레예프의 대표작이다. 1904년 발발한 러일전쟁을 다루고 있는 이 작품은 리얼리즘과 상징주의를 혼합한 새로운 표현주의 기법으로 전쟁의 무의미함과 공포에 사로잡힌 인간의 심리를 적나라하게 그려낸 수작으로 평가받고 있다. 작가는 이 소설에 대해 “심장의 피로 집필된 작품”이라며, 전쟁의 아수라장을 고통스럽게 느끼게 만드는 작품임을 강조한 바 있다.
이 소설은 두 형제의 관점에서 묘사되고 있다. 1부는 전쟁에 직접 참여한 형의 관점에서, 2부는 후방에 머물고 있는 동생의 관점에서 전쟁의 잔혹함을 그려내고 있다. 이 소설의 주요 화두는 ‘광기’다. 더 정확하게 말하자면 ‘전쟁의 광기와 공포’ 정도가 될 것이다. 이는 ‘이 전쟁에서 미치지 않는 자가 비정상이다’라고 할 수 있을 정도로 끔찍한 것이다. 총과 대포가 난무하고 사지가 잘려나가도 별일 아니라고 생각하는 군인들. 서로를 적군이라 착각해 벌인 아군 간의 치열한 전투. 결국 이 전투에서 ‘나’는 두 다리를 잃고 만다. 환상과 망상, 현실이 공존하는 전쟁 속에서 그들의 이성은 무엇이 현실이고, 무엇이 환상인지 구분할 능력이 없다. 왜 싸우는지, 누가 적인지도 모른 채 전쟁에서는 모두가 광기 어린 희생자가 된다는 것이다. 
이 작품의 집필은 작가에게도 고통스러운 과정이었다고 한다. 그는 작품을 쓰는 내내 자신의 거친 심장 박동 소리를 들었고, 한밤중 갑자기 미친 것 같다는 생각이 들기도 했다. 이 작품에 대해 “자신의 심장의 피로 집필된 작품”이라고 한 작가의 고백은 그가 얼마나 이 작품을 통해 전쟁의 위험성과 광기를 호소하고 싶었는지를 여실히 보여준다. 
이 작품은 많은 비평가들로부터“러시아문학뿐 아니라 세계문학에 센세이션을 일으키는 작품”, “단순한 문학작품이 아니라 사회현상”, “작품을 읽다 보면 머리카락이 곤두서고 등줄기를 따라 한기가 흐를 정도”, “소름 끼칠 정도로 전쟁의 실상을 잘 묘사”했다는 평가를 받았다. 또 대중에게도 큰 인기를 얻어, 1905년 베를린에서 러시아어로 출간되고, 그해 독일어와 프랑스어, 영어, 스페인어, 불가리아어, 핀란드어 등으로 번역 출판되었다.

## 서지 정보
- 이수경 역, 2009년, 지식을만드는지식 ISBN 978-89-6406-529-7